# Colensopark
Het Colensopark is een openbaar park in Soestdijk, niet ver van Paleis Soestdijk. Het ligt in de gemeente Soest en deze is er ook eigenaar van. Het park is ongeveer 10 hectare groot en is daardoor een van de grootste parken van Soest. In het park bevinden zich drie vijvers die door sloten met elkaar verbonden zijn. In twee van de vijvers ligt een eiland in het midden, het 'kleine eiland' en het Remseiland.
Het park heeft een bosrijk uiterlijk. Aan de ene kant grenst het park aan de gemeente Baarn, aan de andere kant grenst het aan de straat Colenso.

## Geschiedenis
Begin 19e eeuw maakte het park deel uit van een buitenverblijf, met daarop een villa die vele namen heeft gehad, waaronder "Witsenburg" en "Schoonoord". Het was eigendom van de Amsterdammer Jan Jacob Knuppel. In 1897 kwam de villa in eigendom van de Rotterdammer Anthonie Cankrien. Tijdens de Tweede Boerenoorlog in Zuid-Afrika hernoemde hij de villa 'Colenso', naar John William Colenso (1814–1883), wegens zijn anti-Engelse houding. Tijdens de Duitse bezetting werd de villa gebruikt om in beslag genomen radioapparatuur in op te slaan. De villa werd na de oorlog afgebroken om ruimte te maken voor de nieuwe Rijksstraatweg. Het Colensopark is nu een overblijfsel van dat buitenverblijf.